# Mainz-Pfälzer-Pfennigverein
Der Mainz-Pfälzer-Pfennigverein  war ein 1424 gegründeter Münzverein am Mittelrhein. Mitglieder waren die Kurfürsten von Mainz und Trier, die auch Mitglieder des Rheinischen Münzvereins waren, die pfälzischen Nebenlinien Pfalz-Simmern und Pfalz-Mosbach, das Bistum Speyer und die Grafschaft Wertheim.
Als Handelsmünze wurde ein Goldgulden (3,5 Gramm schwer) mit einem Feingehalt von zunächst 23 später 19 Karat geprägt; d. h. aus einer Kölnischen Mark wurden zunächst 66 später 76 Gulden geschlagen.  Als silberne Groschenmünze für den täglichen Gebrauch wurde der Weißpfennig (2,24 Gramm schwer) geprägt; d. h. aus einer Kölnischen Mark (12 ½ lötiges Silber) wurden 96 Weißpfennige geschlagen. 20 Weißpfennige galten einem Goldgulden.